# Sabah Khoury
Sabah Khoury, né le 10 novembre 1982, est un ancien joueur libanais de basket-ball. Il évoluait au poste d'arrière.

## Palmarès
- Champion du Liban 2003, 2004
- Coupe du Liban 2003
- Coupe des champions WABA 2004, 2005
- Coupe d'Asie des clubs champions 2004